# Duguetia dimorphopetala
Duguetia dimorphopetala är en kirimojaväxtart som beskrevs av Robert Elias Fries. Duguetia dimorphopetala ingår i släktet Duguetia och familjen kirimojaväxter. Inga underarter finns listade i Catalogue of Life.